# Cers (Hérault)
Cers (okzitanisch: Cèrç) ist eine südfranzösische Gemeinde im Département Hérault in der Region Okzitanien. Sie hat 2.523 Einwohner (Stand: 1. Januar 2022). Die Gemeinde gehört zum Arrondissement Béziers und zum Kanton Béziers-3.

## Geographie
Cers ist eine banlieue im Südosten von Béziers und liegt am Schifffahrtskanal Canal du Midi. Die Gemeinde gehört zum Weinbaugebiet Coteaux du Languedoc; hier wird der Cabardès produziert. Umgeben wird Cers von den Nachbargemeinden Béziers im Norden und Nordwesten, Montblanc im Nordosten, Portiragnes im Osten und Südosten sowie Villeneuve-lès-Béziers im Süden und Westen.

## Bevölkerungsentwicklung
| 1962 | 1968 | 1975 | 1982 | 1990 | 1999 | 2006 | 2017 |
| ---- | ---- | ---- | ---- | ---- | ---- | ---- | ---- |
| 595  | 666  | 840  | 1350 | 1798 | 1803 | 2192 | 2566 |

## Sehenswürdigkeiten

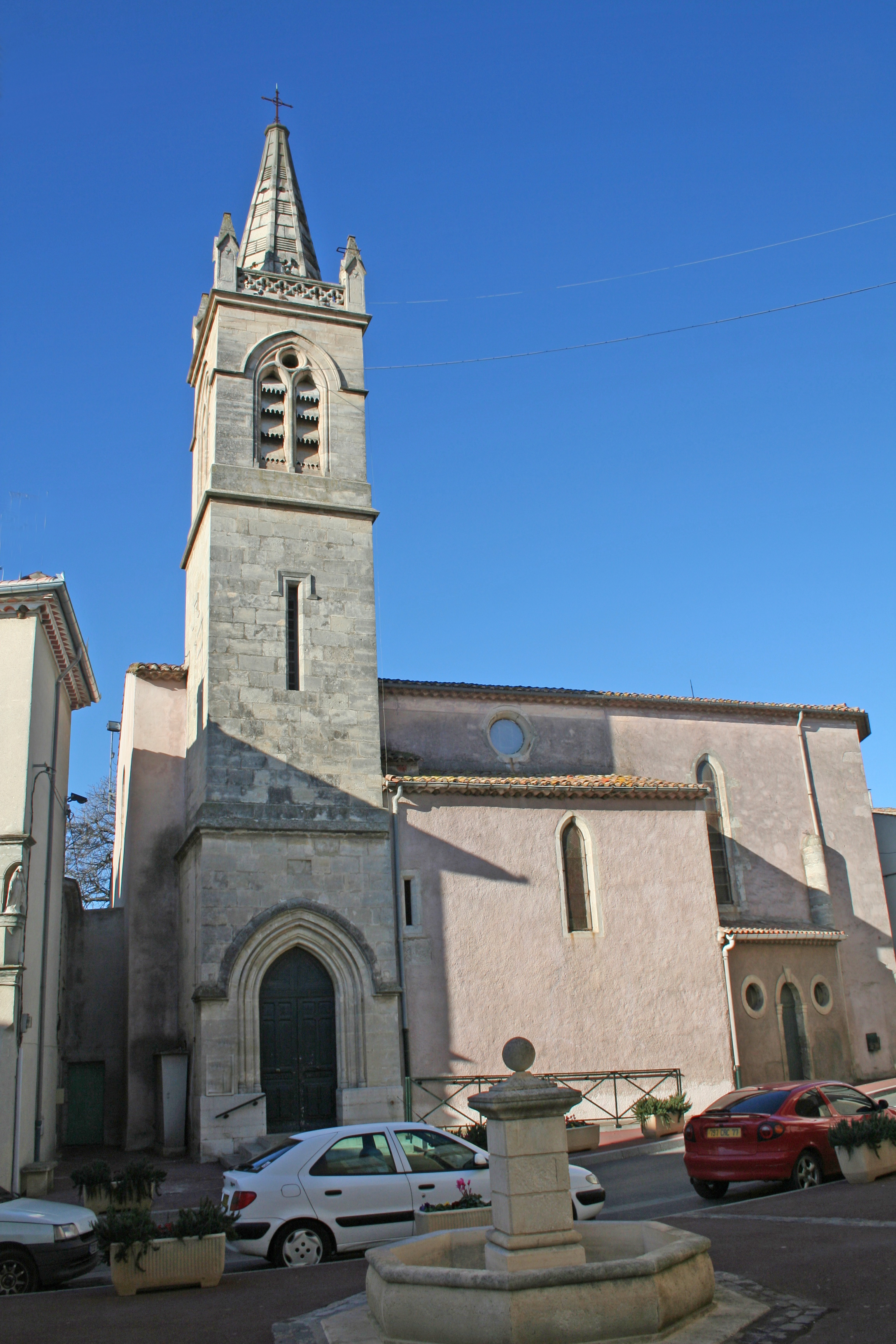
Kirche Saint-Geniès

- Kirche Saint-Geniès

## Persönlichkeiten
- Marie-Arlette Carlotti (* 1952), Politikerin (PS), MdEP
- Jean Fernandez (* 1954), Fußballtrainer